# Ness City
Ness City – miasto w Stanach Zjednoczonych, w stanie Kansas, siedziba administracyjna hrabstwa Ness. Według spisu ludności z 2020 roku populacja miasta wynosiła 1329 osób.

## Historia
Zostało założone w 1878 roku.